# Явурян, Альберт Гарникович
Альберт Гарникович Явурян (26 августа 1935, Ленинакан — 5 ноября 2007, Ереван) — советский армянский кинооператор. Заслуженный деятель искусств Армянской ССР (1977).

## Биография
Родился 26 августа 1935 в Ленинакане.
В 1964 окончил операторский факультет ВГИКа (мастерская Л. В. Косматова).
Оператор-постановщик киностудии «Арменфильм».
В 1977 году присвоено звание Заслуженный деятель искусств Армянской ССР. Член КПСС с 1973 года.
Начиная с 1977 года преподавал в Армянском педагогическом университете, заведующий кафедрой «Кино и телевидения» факультета культуры.
Умер в 2007 в Ереване, похоронен в Пантеоне имени Комитаса.

## Фильмография
Кинооператор фильмов:
- 1963 — Город — одна улица
- 1965 — Здравствуй, это я!
- 1968 — Встреча на выставке (к/м)
- 1970 — Отзвуки прошлого
- 1972 — Хроника ереванских дней
- 1973 — Последний подвиг Камо
- 1974 — Здесь, на этом перекрёстке
- 1976 — Рождение
- 1978 — Снег в трауре
- 1979 — Живите долго
- 1980 — Полёт начинается с земли
- 1981 — Прощание за чертой
- 1982 — Механика счастья
- 1984 — Пожар
- 1986 — Одинокая орешина
- 1986 — Чужие игры
- 1988 — Аршак II
- 1988 — Ашик-Кериб

## Награды и признание
- Кинопремия «Ника» за лучшую операторскую работу (1990 — за фильм «Ашик-Кериб»).
- Дважды лауреат Государственной премии Армянской ССР (1967 — за фильм «Здравствуй, это я!»; 1983 — «Механика счастья»).
- Лауреат премии Ленинского комсомола Армянской ССР.
- Заслуженный деятель искусств Армянской ССР (1977)